# Arntor
Arntor je drugi studijski album norveškog black/viking metal sastava Windir. Album je 11. listopada 1999. objavila diskografska kuća Head Not Found. Ovo je posljednji album na kojem je Valfar svirao većinu glazbenih instrumenata.

## O albumu
Arntor je bio sniman od kolovoza do studenog 1998. godine u studijima Grieghallen Studio u Bergenu, Norveškoj te Sogndal Lydstudio u Sogndalu, također u Norveškoj. Neke pjesme inspirirane su narodnim predajama i pjesmama, poput "Arntor, ein Windir" koja je bazirana na staroj narodnoj pjesmi dok se "Svatasmeden og Lundamyrstrollet" temelji na staroj priči iz grada Sogndal, Valfarovog rodnog grada, koja govori o kovaču i Lundamyrsu, domu trola.

## Naslovnica
Naslovnica albuma preuzeta je s propagandnog postera iz doba Drugog svjetskog rata kojeg je širila politička stranka Nasjonal Samling Vidkuna Quislinga. Na izvornom je posteru pisalo "Mot Lysere Tider" (norveški: "Prema svjetlijim budućnostima").

## Popis pjesama
Tekstovi i glazba: Valfar. 
| 1.    | »Byrjing« (Početak)                                            | 3:18  |
| 2.    | »Arntor, ein Windir« (Arntor, ratnik)                          | 6:57  |
| 3.    | »Kong Hydnes haug« (Pogrebni humak kralja Hydnesa)             | 6:37  |
| 4.    | »Svartesmeden og lundamyrstrollet« (Kovač i Lundamyriski trol) | 9:02  |
| 5.    | »Kampen« (Borba)                                               | 6:37  |
| 6.    | »Saknet« (Čežnja)                                              | 10:04 |
| 7.    | »Ending«                                                       | 3:39  |
| 46:14 |                                                                |       |

## Recenzije
AllMusic je pohvalio album, izjavljujući: "važnost ovog albuma u velikoj shemi skandinavskog heavy metala teško je prenaglasiti; ako je švedski Bathory izvorno zaslužan za predstavljanje koncepta viking metala, onda je prekretnički Arntor dao Windiru jak razlog da budu baštinici njegovog trona, pokazujući put prema naprijed za sve buduće sljedbenike žanra."

## Zasluge
| Windir - Valfar – vokali, gitara, bas-gitara, klavijature, harmonika, produkcija, miksanje Dodatni glazbenici - Steingrim – bubnjevi - Steinarson – vokali - I. R. Aroy – solo gitara (na pjesmama 2, 4 i 6) - B. T. Aroy – klavijature (na pjesmi 7) - Harjar – solo gitara (na pjesmama 3 i 5) | Ostalo osoblje - Pytten – miksanje - J. E. Bjork – grafički dizajn - Erik Evju – raspored ilustracija - Vegard Bakken – fotografija |